# José Jara García
José Osvaldo Jara García (1940-2017) fue un profesor y filósofo chileno.

## Biografía intelectual
José Jara nació en Valparaíso en 1940.
Concretó sus estudios de Pedagogía en Filosofía en la Universidad de Chile en 1963, donde conocería la filosofía de Jorge Millas (de quien se vería tremenda influenciado) y José Ortega y Gasset (a cuyo pensamiento dedicó su tesis de pregrado, bajo la dirección de Francisco Soler Grima). Luego obtiene el grado de Magíster en Filosofía en la Universidad de Texas en Austin en 1965. Ejerce como profesor titular en el Instituto de Filosofía de Universidad de Valparaíso hasta 1973, año en el que se ve expulsado de su cátedra por la dictadura militar. Se dirige a Alemania y obtiene el grado de Doctor en Filosofía en la Universidad de Múnich en 1975. Se exilia en Venezuela entre 1977 y 1992, siendo profesor de filosofía en la Universidad Simón Bolívar y en la Universidad Central de Venezuela. Tras su regreso a Chile, recupera su condición de docente en la Universidad de Valparaíso, permaneciendo en activo entre 1992 y 2011. En paralelo, fue profesor titular en el Departamento de Filosofía, UMCE, entre 2001 y 2017.  Fue, además, profesor visitante en la Universidad Nacional de Cuyo, la Universidad Nacional de Colombia, la Universidad de los Andes de Colombia, la Universidad de São Paulo y la Universidad de París VIII.
Fue un reconocido comentador y traductor al español de Friedrich Nietzsche. También es famoso por ser el introductor del pensamiento de Michel Foucault en Chile. Participó activamente en la defensa de la universidad pública y en el cuestionamiento sobre el papel de la filosofía en el conjunto del saber.
Luego de combatir por un tiempo las enfermedades que le aquejaban, falleció en 2017.

## Publicaciones seleccionadas

### Obras originales
- Nietzsche, un pensador póstumo. El cuerpo como centro de gravedad. Universidad de Valparaíso. Chile, 2018.

### Ediciones y compilaciones
- La política en la era de la globalización. Editado por J. Jara, C. Ruiz, F. Longás, M. García de la Huerta. Editorial Cuarto Propio. Santiago, octubre 2007.
- Filosofía en movimiento. Primer coloquio de movilidad estudiantil. Coord. por José Jara, Lenin Pizarro y Adolfo Vera Peñaloza. Planeta de Papel, 2013.
- Perspectivas del pensar filosófico. Entre Valparaíso y Santiago. Coord. por José Jara, Lenin Pizarro y Adolfo Vera Peñaloza. Planeta de papel, 2015.

### Traducciones
- Nietzsche, Friedrich, La ciencia jovial. «La gaya scienza». Universidad de Valparaíso, Chile. 2ª. Ed. junio 2018. Traducción, introducción, epílogo, y notas de José Jara.
- Nietzsche, Friedrich, Verdad y mentira. Universidad de Valparaíso, Chile. 1ª. Ed. junio 2018. Edición y traducción de José Jara.